# Korotscha
Korotscha (russisch Короча; ukrainisch Короча) ist eine Kleinstadt in der Oblast Belgorod (Russland) mit 5877 Einwohnern (Stand 14. Oktober 2010).

## Geografie
Die Stadt liegt etwa 60 km nordöstlich der Oblasthauptstadt Belgorod am gleichnamigen Flüsschen Korotscha, einem Nebenfluss des Neschegol im Flusssystem des Don.
Korotscha ist Verwaltungszentrum des Korotschanski rajon.

## Geschichte
Bereits im ersten Viertel des 17. Jahrhunderts existierte an der Korotscha eine kleine russische Festung. Gesichert ist die Besiedlung im Bereich der heutigen Stadt seit dem Ausbau der Verteidigungslinie Belgorod–Tambow–Simbirsk entlang der damaligen Südgrenze des Russischen Reiches zur Abwehr der Krimtatarenangriffe ab 1638.
Anfangs noch Krasny gorod na Korotsche (Schöne Stadt an der Korotscha) genannt, bürgerte sich bald die Kurzform Korotscha nach dem Fluss ein, unter welcher 1708 auch das Stadtrecht verliehen wurde. Die Bezeichnung weist auf die „Kürze“ des Flusses hin (abgeleitet von russisch korotki für kurz).
Bis zum frühen 20. Jahrhundert eine der größeren Kreisstädte der Region, verlor Korotscha seine Bedeutung danach.
Im Zweiten Weltkrieg wurde Korotscha am 1. Juli 1942 von der deutschen Wehrmacht besetzt und am 7. Februar 1943 von Truppen der Woronescher Front der Roten Armee im Rahmen der Schlacht um Charkow zurückerobert.

### Bevölkerungsentwicklung
| Jahr | Einwohner |
| ---- | --------- |
| 1897 | 10.235    |
| 1926 | 14.100    |
| 1939 | 5.413     |
| 1959 | 3.927     |
| 1970 | 5.402     |
| 1979 | 5.640     |
| 1989 | 5.755     |
| 2002 | 6.046     |
| 2010 | 5.877     |

Anmerkung: Volkszählungsdaten (1926 gerundet)

## Wirtschaft und Infrastruktur
In Korotscha dominieren Betriebe der Lebensmittelindustrie.
Die Stadt liegt an der Regionalstraße R185 Belgorod–Nowy Oskol–Alexejewka–Rossosch, von welcher hier die R189 nach Stary Oskol abzweigt.

## Söhne und Töchter der Stadt
- Iwan Dwigubski (1771–1840), Naturforscher und Rektor der Universität Moskau
- Alfred Balachowsky (1901–1983), russisch-französischer Entomologe
- Alexei Pogorelow (1919–2002), sowjetischer Mathematiker